# Сьвіняри (Плоцький повіт)
Сьвіняри (пол. Świniary) — село в Польщі, у гміні Слубіце Плоцького повіту Мазовецького воєводства.
Населення — 159 осіб (2011).
У 1975-1998 роках село належало до Плоцького воєводства.

## Демографія
Демографічна структура станом на 31 березня 2011 року:
|          | Загалом | Допрацездатний вік | Працездатний вік | Постпрацездатний вік |
| -------- | ------- | ------------------ | ---------------- | -------------------- |
| Чоловіки | 84      | 7                  | 69               | 8                    |
| Жінки    | 75      | 7                  | 40               | 28                   |
| Разом    | 159     | 14                 | 109              | 36                   |